# Schizochlamidia mexicana
Schizochlamidia mexicana är en insektsart som beskrevs av Cockerell och Parrott in Cockerell 1899. Schizochlamidia mexicana ingår i släktet Schizochlamidia och familjen skålsköldlöss. Inga underarter finns listade i Catalogue of Life.